# 伊藤孝
伊藤 孝（いとう たかし、1964年 - ）は、日本の地質学者、茨城大学教授。日本地学教育学会副会長。NHK高校講座「地学」講師（2005-12)。茨城県地域気候変動適応センター運営委員。日本列島の地質や自然環境に関する研究を行っている。

## 経歴
1964年（昭和39年）宮城県に生まれる。1982年（昭和57年）に宮城県古川高等学校卒業。1987年（昭和62年）山形大学理学部地球科学科を卒業。1989年（平成元年）筑波大学大学院理工学研究科修士課程を修了し、1993年（平成5年）には同大学院地球科学研究科博士課程を修了。博士（理学）の学位を取得した。その後、筑波大学研究協力課協力部準研究員を経て、茨城大学教育学部に着任し、助教授、准教授を経て教授となる。

## 研究と著作
伊藤は、日本列島の地質構造や自然環境の成り立ちについての研究を進め、それを一般向けに解説する書籍も執筆している。2024年には、中公新書から『日本列島はすごい』を出版。本書では、日本列島がどのように形成され、私たちの生活や文化に影響を与えてきたのかを、地質学の視点から解説した。また、同年には京都大学学術出版から『変動帯の文化地質学』を刊行し、茨城の郷土料理」と地質学の関係についても考察を加えている。また、日本列島の成り立ちを学ぶことで、地震や火山活動といった自然災害の理解を深め、防災や環境保全の意識を高めることにも貢献している。そして教育者としての視点から、地質学の知識をどのようにわかりやすく伝えるかにも力を注いでいる。

## 著書
- 『物質科学入門』共著（朝倉書店，2000）
- 『地球全史スーパー年表』（岩波書店，2014）
- 『海底マンガン鉱床の地球科学』（東京大学出版会、2015）
- 『変動帯の文化地質学』共編著（京都大学学術出版会，2024）